# Provinz Padua
Die Provinz Padua (italienisch Provincia di Padova) ist eine Provinz der italienischen Region Venetien (Veneto). Sie erstreckt sich über eine Fläche von 2142 km² und hat in ihren 101 Gemeinden 931.607 Einwohner (Stand 31. Dezember 2023). Hauptstadt ist Padua.
Die Provinz grenzt im Norden an die Provinz Treviso, im Osten an Venedig, im Süden an Rovigo und im Westen an Verona und Vicenza.
Bekannte Städte sind Abano Terme und Este.

## Größte Gemeinden
(Stand: 31. Dezember 2023)
| Gemeinde              | Einwohner |
| --------------------- | --------- |
| Padua                 | 207.502   |
| Albignasego           | 27.119    |
| Selvazzano Dentro     | 22.866    |
| Vigonza               | 23.288    |
| Cittadella            | 20.038    |
| Abano Terme           | 20.433    |
| Piove di Sacco        | 20.246    |
| Monselice             | 17.153    |
| Este                  | 15.933    |
| Cadoneghe             | 15.798    |
| Rubano                | 16.982    |
| Campodarsego          | 15.081    |
| Ponte San Nicolò      | 13.185    |
| San Martino di Lupari | 13.244    |
| Trebaseleghe          | 12.989    |
| Vigodarzere           | 13.175    |
| Camposampiero         | 11.858    |
| Piazzola sul Brenta   | 11.109    |
| Montegrotto Terme     | 11.477    |